# Maria Golimowska
Maria Golimowska-Chylińska (Lachowo, Podlàquia, 28 d'agost de 1932) va ser una jugadora de voleibol polonesa que va competir durant la dècada de 1950 i 1960.
El 1964 va prendre part en els Jocs Olímpics de Tòquio, on guanyà la medalla de bronze en la competició de voleibol.
En el seu palmarès també destaquen dues medalles de bronze al Campionat del Món de voleibol, el 1956 i el 1962 i dues medalles al Campionat d'Europa, de plata el 1963, i de bronze el 1958.
Jugà 182 partits amb la seva selecció.